# Senyoria de Montgomery
La senyoria de Montgomery a Normandia fou una jurisdicció feudal que apareix al segle xi.
El primer senyor fou Roger I que era també vescomte de l'Hiemois, esmentat en cartes datades entre 1028 i 1035; es va casar amb Joscelina i fou desterrat a París "per la seva perfídia". Va tenir sis fills, dels quals el successor fou Roger II, mort a Shrewsbury el 27 de juliol de 1094, al que es va permetre la successió del seu pare a Montgomery i al vescomtat d'Hiémois. Fou nomenat earl de Shrewsbury el 1074. El 1070 fou senyor de Bellême i d'Alençon per matrimoni (celebrat vers el 1054) amb Mabila de Bellême.
Roger II no va participar en la conquesta d'Anglaterra el 1066 i va restar a Normandia prenent part al govern del ducat, però després va anar a Anglaterra el desembre del 1067 i va rebre la ciutat de Chichester i el castell d'Arundel. El desembre de 1074 fou nomenat earl de Shrewsbury i fou també earl de Shropshire. El 1089 va donar suport al duc Robert de Normandia contra el rei Guillem II d'Anglaterra. Va morir el 27 de juliol de 1094; es va casar amb Mabila senyora de Bellême i comtessa d'Alençon que fou assassinada quan era al llit per Hug Brunel (al que havia arrabassat un castell injustament) el 2 de desembre de 1079, i és considerada una dona molt cruel. En segones noces es va casar amb Adelaida del Puiset de Breteuil, filla d'Erard I comte de Breteuil i vescomte de Chartres.
El seu fill Robert, va succeir a la seva mare com senyor de Belleme i comte d'Alençon el 1079, i va morir vers 1125/1135 (vers 1127 o 1134?). El 1088 es va revoltar contra Guillem II d'Anglaterra i va anar a la Gran Bretanya però fou assetjat al castell de Rochester el 1088 i es va haver de rendir, El 1094 va succeir al seu pare com a senyor de Montgomery i altres possessions a Normandia. El 1098 va succeir el seu germà (més petit que ell), Hug, com a earl de Shrewsbury però va haver de pagar tres mil lliures. Es va casar (1087) amb Agnès de Ponthieu filla de Guiu I de Ponthieu i quan aquest va morir el 6 d'octubre de 1100 la seva filla el va succeir i Robert fou comte uxori. La seva esposa fou llavors empresonada a Bellême i tractada cruelment, però va poder fugir i es va refugiar amb Adela comtessa de Blois fins que es va poder retirar a Ponthieu. El 1101 es va revoltar contra Enric I d'Anglaterra i el 1102 va perdre Shrewsbury i tots els seus honors en territori anglès; el 1106 combatia a Enric I a Tinchebrai i fou capturat però va aconseguir fugir i va ajudar a protegir a Guillem, fill de Robert l'exduc de Normandia, al que el rei Enric I havia ordenar arrestar; el 1112 va ser fet presoner i va perdre Alençon sent empresonat a Cherburg i els seus honors a Normandia confiscats; i el 1113 Bellême (vegeu senyoria de Belleme) fou ocupada també per Enric; Robert fou llavors empresonat a Wareham Castle, a Dorset (juliol de 1113). En carta datada entre 1125 i 1135 el seu fill Guillem I Talvas, que governava Ponthieu per herència materna, feia una donació per la seva anima.
El seu germà Hug va succeir al pare com a comte o earl de Shrewsbury i altres honors a Anglaterra i Gal·les; el 1098 va envair l'illa d'Anglesey matant a molts habitants; va morir el 31 de juliol de 1098 d'una fletxa en una incursió del rei noruec Magnus a la costa gal·lesa, i no va deixar fills, pel que el va succeir el seu germà Robert. Un altre germà, Roger el Poiteví, fou un gran terratinent a Anglaterra però els seus dominis foren confiscats el 1102 i ell mateix desterrat a Poitou. Es va casar vers 1091 amb Almodis de la Marca (filla del comte Aldebert II) i el 1113 fou comte de la Marca per dret uxori.
Els feus de Robert a Normandia foren retornats al seu fill Guillem III Talvas, però ja Montgomery no s'esmenta separadament.

## Genealogia[1]
```
Roger I
 (mort abans de 1048)
│ x Joscelina, neboda de 
Gunnor

│
├─>Hug 
│
├─>Robert
│
├─>
Roger II
 (mort el 1094)
│ │ x 
Mabila de Bellême
 (morta cap al 1077)
│ │ x2 Adelaida de Puiset
│ │
│ ├─>Roger (mort el abans de 1062)
│ │
│ ├─>
Robert II de Bellême
 (mort cap al 1130), 
comte de Ponthieu
,
│ │ │ empresonnat des de 1112
│ │ │ x 
Agnès de Ponthieu

│ │ │
│ │ └─> 
Guillem III
 (mort el 1170), comte de Ponthieu 
│ │
│ ├─>
Hug de Montgommery
 (mort el 1099), comte de Shrewsbury 
│ │
│ ├─>
Roger el Poiteví
 (mort cap al 1122/40), lord de Lancaster
│ │
│ ├─>Felip anomenat 
Grammaticus
 (mort el 1099), mort a Antioquia
│ │
│ ├─>
Arnold
 (mort cap al 1118/22), lord de Pembroke i Holderness
│ │
│ ├─>Emma
│ │
│ ├─>Matilde (mort el 1085)
│ │ x 
Robert de Mortain
, 
comte de Mortain
, 
comte de Cornouailles
,
│ │ germanastre de 
Guillem el Conqueridor

│ │
│ ├─>Mabila
│ ├─>Sibilla
│ │
│ │ Per la seva segona dona:
│ └─>Eberard (mort cap al 1135), Clergue a la capella d'Enric I
│
├─>Guillem (mort el entre 1035 i 1048)
│
└─>Gilbert (mort el v. 1064)
```